# Municipio de Edgerton
El municipio de Edgerton (en inglés: Edgerton Township) es un municipio ubicado en el condado de Hanson en el estado estadounidense de Dakota del Sur. En el año 2010 tenía una población de 109 habitantes y una densidad poblacional de 1,16 personas por km².

## Geografía
El municipio de Edgerton se encuentra ubicado en las coordenadas 43°43′13″N 97°40′35″O / 43.72028, -97.67639. Según la Oficina del Censo de los Estados Unidos, el municipio tiene una superficie total de 94.11 km², de la cual 93,7 km² corresponden a tierra firme y (0,44 %) 0,41 km² es agua.

## Demografía
Según el censo de 2010, había 109 personas residiendo en el municipio de Edgerton. La densidad de población era de 1,16 hab./km². De los 109 habitantes, el municipio de Edgerton estaba compuesto por el 100 % blancos. Del total de la población el 0 % eran hispanos o latinos de cualquier raza.